# Mohrenstraße
Mohrenstraße (dosł. ulica Murzynów lub Maurów) - ulica w Berlinie, w dzielnicy Mitte, w okręgu administracyjnym Mitte. Łączy ulicę Wilhelmstraße z placem Hausvogteiplatz.

## Historia
Ulica istniała już około 1700 roku jako część założenia urbanistycznego Friedrichstadt. Pierwotnie jej zachodni koniec sięgał tylko Mauerstraße. 
Swoją nazwę otrzymała od Afrykańczyków, którzy w XVIII wieku przebywali w armii pruskiej jako muzycy, a ich koszary stały przy obecnej Mohrenstraße. Uważa się, że producenci czekolady Sarotti na początku XX wieku jako znaku swojej firmy zaczęli używać Afrykańczyka, ponieważ siedziba spółki miała miejsce przy Mohrenstraße.
Pod numerem Mohrenstraße 49 od XVIII wieku znajdowała się elegancka restauracja Englisches Haus (Dom angielski). Spotykali się w niej: założony w 1749 roku Montagsklub (dosł. Klub poniedziałkowy), Militärische Gesellschaft (Związek Wojskowy), Verein Berliner Künstler (Stowarzyszenie Artystów Berlińskich) oraz stowarzyszenie literackie Tunnel über der Spree (Tunel nad Sprewą).
Numer 25 nosiła zabytkowa kamienica.
Lewica domaga się zmiany rasistowskiej nazwy, prawica wskazuje na jej historyczność i związek z Maurami.